# DNMT3A
 ДНК (цитозин-5)-метилтрансфераза 3A  — фермент, катализирующий перенос метильных групп к сайтам метилирования CpG в составе ДНК (метилирование ДНК). Фермент кодируется у человека  геном  DNMT3A.
Данный белок, наряду с DNMT1 и DNMT3B, входит в семейство ДНК-метилтрансфераз.

## Функция
CpG метилирование — эпигенетические модификации, важные для эмбрионального развития, импринтинга и инактивации Х-хромосомы. Исследования на мышах показали, что метилирование ДНК необходимо для развития млекопитающих. Этот ген кодирует ДНК-метилтрансферазу, которая, как полагают, осуществляет метилирование de novo, а не в обслуживает уже существующие  сайты метилирования. Белок локализуется в цитоплазме и ядре и его экспрессия регулируется по мере развития организма. Есть альтернативные варианты сплайсинга, кодирующиех различные изоформы.

## Клиническая значимость
Изучение этого гена у мышей показала, что уменьшение его экспрессии у стареющих животных вызывает снижение когнитивной долговременной памяти. 
Ген также часто мутирует при раке, являясь одним из 127 наиболее часто мутировавших генов, идентифицированных в проекте Атлас генома рака — работе, в которой было произведено полное секвенирование генома для 3281 различных видов рака. В этом исследовании, мутации DNMT3a чаще всего наблюдали при остром миелоидном лейкозе, где они происходили в более чем 25 % случаев. Эти мутации чаще всего происходят в позиции R882 в белке и могут приводить к потере белком функции. Мутации в гене DNMT3A независимо от других факторов связаны с неблагоприятным прогнозом выживаемости при остром миелоидном лейкозе.

## Взаимодействия
Dnmt3a, как было выявлено, взаимодействует с:
- DNMT1[8],
- DNMT3b[9][8][10],
- HDAC1[11] ,
- Myc[12],
- PIAS1[9] ,
- PIAS2[9],
- SUV39H1[13],
- UBE2I[9] и
- ZNF238[11].